# Tigersprung-Schlucht

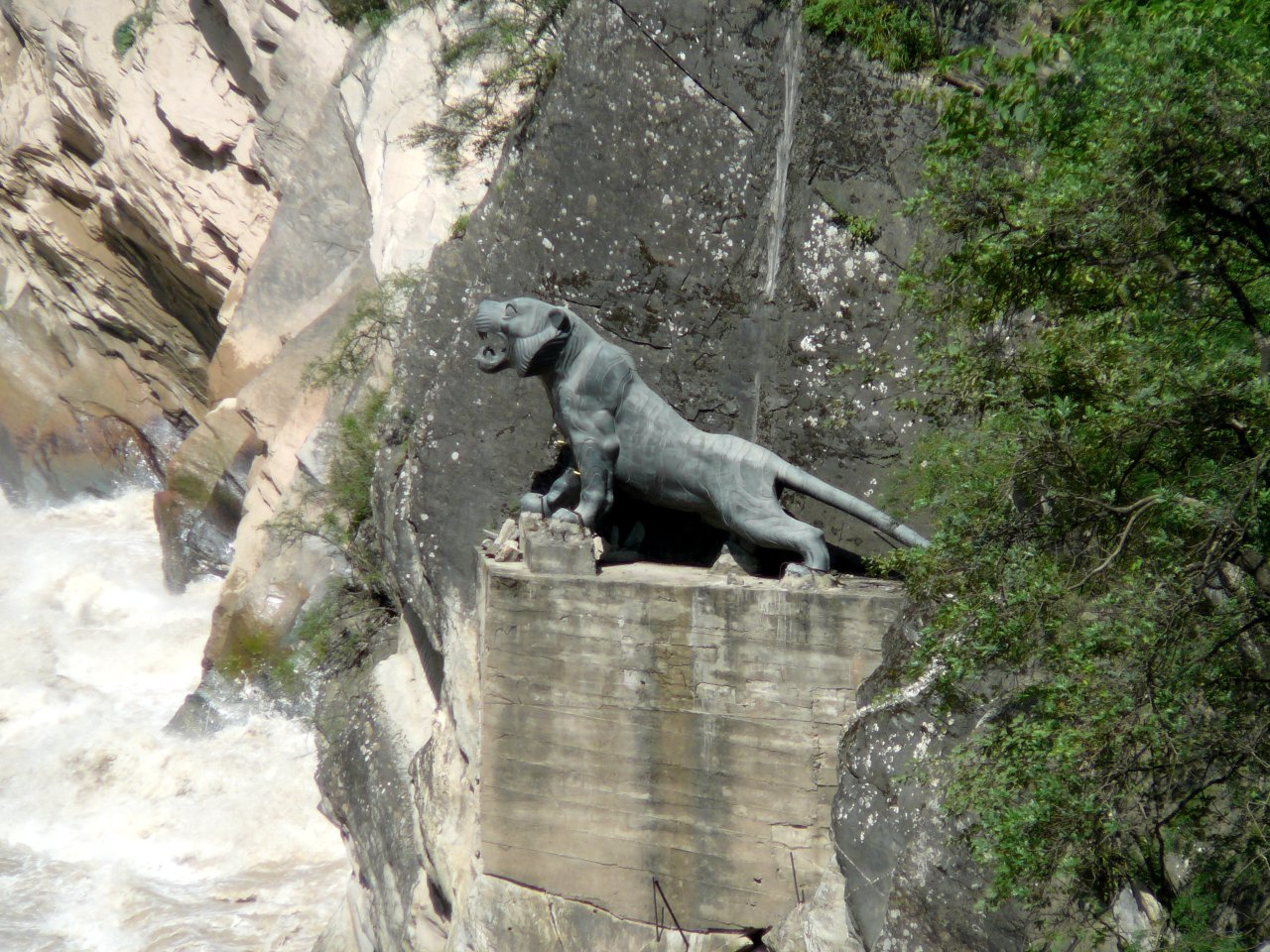
Bronze-Tiger am Eingang der Schlucht nordöstlich von Shigu (2010)

Die Tigersprung-Schlucht (chinesisch 虎跳峽 / 虎跳峡, Pinyin Hǔtiào Xiá) ist eine etwa 15 Kilometer lange Schlucht im Norden der chinesischen Provinz Yunnan. Sie ist Teil des von der UNESCO als Welterbe eingestuften Nationalparkgebiets Drei Parallelflüsse Yunnans. Der Legende nach soll ein Tiger die Schlucht an ihrer engsten Stelle über einen Felsblock in der Flussmitte mit zwei Sprüngen überwinden können. Misst man den Höhenunterschied vom tiefsten Punkt zum höchsten, ist sie mit rund 3900 m Höhenunterschied die tiefste Schlucht der Welt.
In ihrem Tal fließt der Jīnshā Jiāng (Oberlauf des Jangtsekiang) als wilder Gebirgsfluss auf einer Höhe von ca. 1800 m über dem Meeresspiegel beim Eintritt in die Schlucht und ca. 1600 m beim Austritt. Die höchsten Punkte bilden mit 5596 m der Gipfel des Jadedrachen-Schneeberg auf der Ostseite und mit 5396 m der Gipfel des Haba Xueshan auf der Westseite.
Die Schlucht ist touristisch durch Wege gut erschlossen, insbesondere die durch die Schlucht unten verlaufende Straße und den oberhalb verlaufenden oberen Wanderweg, die teilweise durch Tunnel bis zur engsten Stelle führen. Übernachtungsmöglichkeiten bestehen sowohl in der Schlucht als auch an den Wanderwegen.
Rund 4 km flussaufwärts wird die Schlucht in großer Höhe von der Jinshajiang-Brücke-Hutiaoxia des Xili Expressway (G0613) und der Brücke der Lijiang–Shangri-La Eisenbahn überquert.